# Puente internacional de Eagle Pass-Piedras Negras

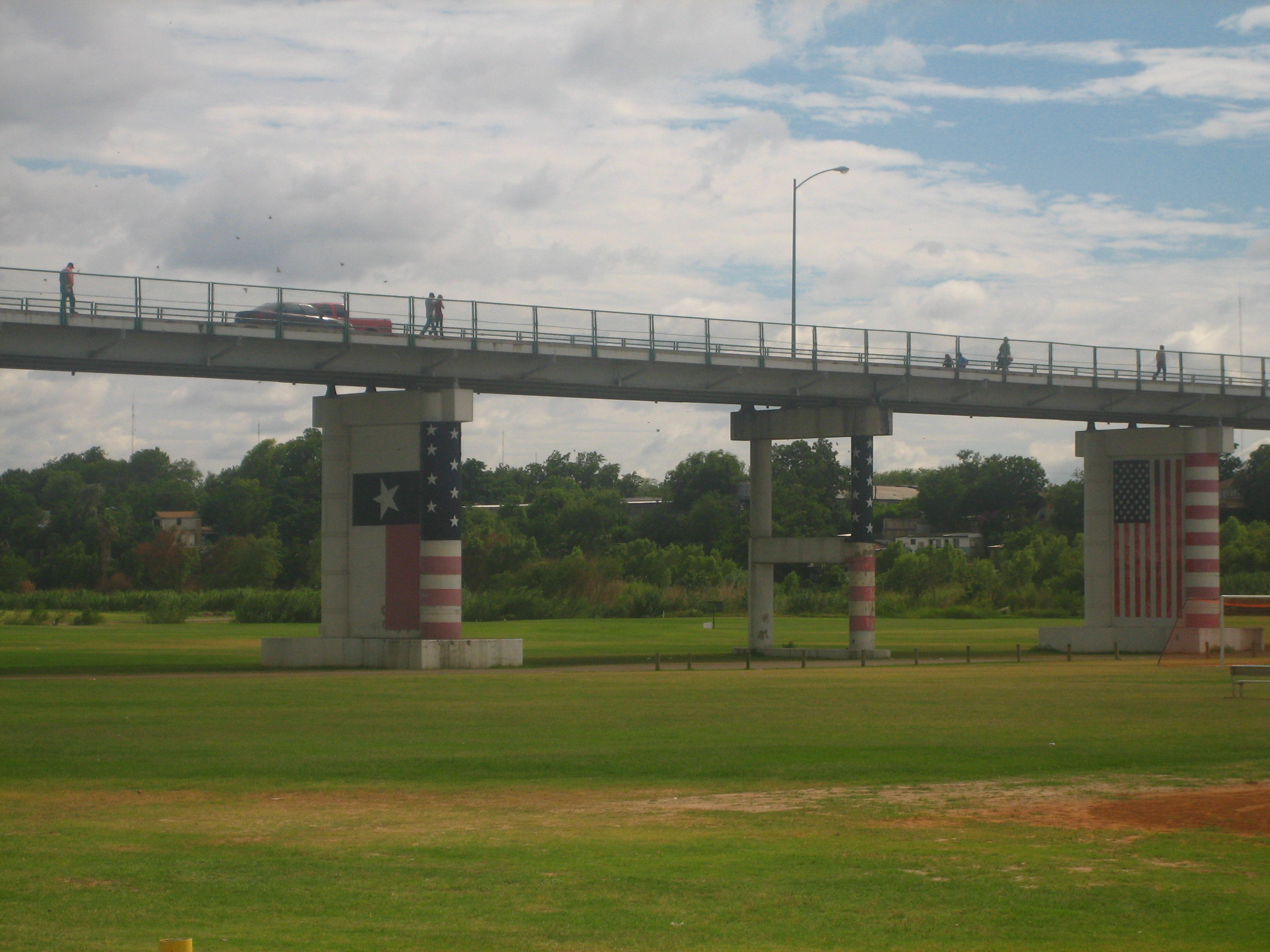
El lado estadounidense del Puente Internacional Eagle Pass-Piedras Negras

El Puente Internacional Eagle Pass-Piedras Negras es un puente internacional que cruza el Río Bravo y conecta las ciudades fronterizas de Eagle Pass, Texas, en los Estados Unidos; y Piedras Negras, Coahuila, en México. El puente también se conoce como Puente Eagle Pass 1 y Puente Piedras Negras-Eagle Pass. El camino continúa hacia Eagle Pass como Ruta estadounidense 57 y hacia Piedras Negras como Carretera Federal Mexicana 57.

## Descripción
El lado estadounidense del Puente Internacional Eagle Pass-Piedras Negras es actualmente propiedad del Puerto de Eagle Pass, que también lo administra y mantiene. El puente fue construido originalmente en 1927 y reconstruido en 1954, después de que el puente original fuera destruido por una inundación; El puente fue reforzado en 1985. El puente tiene dos carriles de ancho y 565 m (1,855 pies) de largo.

## Cruce fronterizo
El puerto de entrada de Eagle Pass se estableció alrededor de 1896. El primer puente de carruajes que conecta Eagle Pass con Piedras Negras (entonces conocida como Ciudad Porfirio Díaz) se construyó en abril de 1890, pero fue destruido por una inundación en septiembre de 1890.  El puente pronto fue reemplazado por el Puente Internacional Eagle Pass-Piedras Negras y fue reconstruido nuevamente en 1927 y 1954.
La instalación portuaria original fue reconstruida en 1927 y reemplazada por la instalación actual en 1960.